# Al-Findara
Al-Findara (tiếng Ả Rập: الفندارة) là một ngôi làng Syria nằm trong phó huyện Masyaf thuộc huyện Masyaf, nằm ở phía tây Hama. Theo Cục Thống kê Trung ương Syria (CBS), al-Findara có dân số 1.594 trong cuộc điều tra dân số năm 2004. Cư dân của nó chủ yếu là Alawites.